# Slaget ved Dorestad
Slaget ved Dorested var en kamp i det 7. århundrede mellem frankere og frisere. Kampen fandt sted i 690 ved hovedstaden for friserne tæt på Rhinen. Frankerne sejrede i slaget under Major Domus, Pipin af Herstal Selvom ikke alle konsekvenserne af slaget er klare, blev Dorestad frankisk igen ligesom slottene Utrecht og Fechten. Det formodes, at frankernes indflydelse derefter nåede fra syd for Oude Rijn til kysten, men det er ikke helt klart, fordi frisernes indflydelse over det centrale flodområde ikke var helt tabt.